# Vendelín Gradl
Vendelín Gradl (1787 Horní Ves – 28. září 1825 Teplá) byl premonstrátský řeholník. V klášteře patřil mezi nejhorlivější spolupracovníky opata Karla Kašpara Reitenbergera. Když například opat vyzýval k přesídlení do Mariánských Lázní zahradního architekta Václava Skalníka, který nad tím zatím váhal, psali mu Gradl spolu s Reitenbergerem několik proseb, aby svůj příchod co možná nejvíce urychlil. Gradl působil coby první inspektor mariánskolázeňských pramenů. Během zimních měsíců naopak procestoval Evropu a na svých cestách propagoval nově zakládané (mariánskolázeňské) klášterní lázně. Zemřel ve věku 37 let na rakovinu.